# Умэхара Суэдзи
Умэхара Суэдзи (яп. 梅原 末治, 13 августа 1893, Осака — 18 февраля 1983, Минамикавати, префектура Осака) — японский археолог, историк древней культуры Дальнего Востока, педагог. Профессор университета в Киото (с 1939). 
Производил раскопки в Японии, Китае и Корее. Автор исследований о курганах Ноин-Ула, первобытных памятниках Дунбэя, о раскопках иньской столицы в Аньянеш, белой крашеной керамике иньского Китая, древнекитайском нефрите, бронзе периода «сражающихся царств» в Китае, древних погребениях и древней культуре Кореи, древних погребениях и курганах Японии и др. 
Важнейшие его статьи изданы в тематических сборниках: «Сборник статей по археологии Японии» (1940); «Сборник статей по археологии Китая» (1944); «Сборник статей по археологии Восточной Азии» (1944).